# يوحنا غراهام
يوحنا غراهام (بالإنجليزية: John Graham)‏ (1 أبريل 1926 في المملكة المتحدة - ) هو لاعب كرة قدم بريطاني في مركز الهجوم. لعب مع أستون فيلا وبرادفورد سيتي وبلاكبيرن روفرز ونادي روتشديل ونادي ريكسهام.

## وصلات خارجية
- يوحنا غراهام على موقع قاعدة بيانات كرة القدم.إي يو (الإنجليزية)
- يوحنا غراهام على موقع قاعدة بيانات كرة القدم.إي يو (الإنجليزية)